# مرلین انترتینمنتس
مارلین اینترتینمنت (انگلیسی: Merlin Entertainments) شرکت سرگرمی بریتانیایی است، که در سال ۱۹۹۸ تأسیس شد.